# Otto Malling

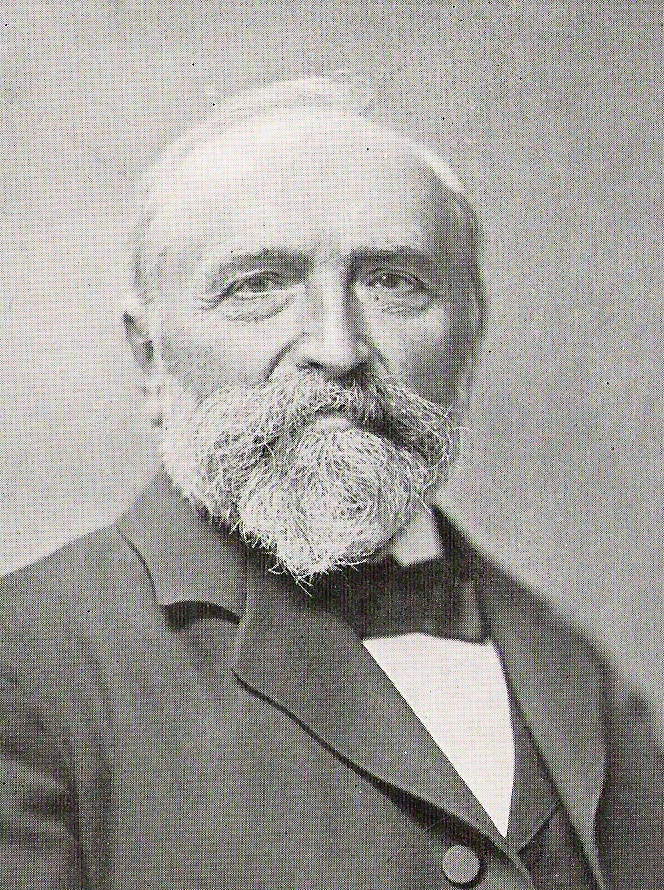
Otto Malling

Otto Valdemar Malling (* 1. Juni 1848 in Kopenhagen; † 5. Oktober 1915 ebenda) war ein dänischer Organist und Komponist.

## Biografie
Malling war der Sohn des Kopenhagener Bankdirektor (kreditforeningsdirektør) Ludvig Theodor Malling (1807–1881) und von Ane Frederike Newe. Der Bruder Jørgen Malling wurde ebenfalls Organist.
Malling studierte am Konservatorium in Kopenhagen und war dort Schüler von Niels Wilhelm Gade und Johann Peter Emilius Hartmann, sowie für  Orgel von Gottfred Matthison-Hansen. 1874 gründete er mit Christian Horneman den Konzertverein (Koncertforeningen) als wichtigste musikalische Institution in Dänemark, die Werke zeitgenössischer dänischer und ausländischer Komponisten zur Aufführung brachte. Er wirkte dort als Dirigent bis zu deren Auflösung 1893, abwechselnd mit Hartmann.
Ab 1878 war Malling als auch Organist tätig, zunächst an der Sankt Petri Kirke in Kopenhagen, ab 1891 an der Helligåndskirken und ab 1900 am Dom (Vor Frue Kirke). Seit 1885 unterrichtete er dazu am Konservatorium. 1889 wurde Malling dort zum Professor ernannt, in Anerkennung seiner Verdienste um die Durchführung des Nordischen Musikfestes 1888. 1899 wurde er Direktor des Konservatoriums.
Malling war mit Ida Wilhelmine Bargum aus Kiel verheiratet. Sie hatten einen Sohn.

## Künstlerisches Schaffen
Malling war einer der wichtigsten dänischen romantischen Komponisten.
Neben zahlreichen Orgelwerken komponierte er auch  Orchester- und Kammermusik, Klavierstücke, Chorwerke, Lieder und eine Ballettmusik. Unter seinen Kompositionen findet sich unter anderen ein Streichoktett und eines der wenigen romantischen dänischen Klavierkonzerte. Außerdem verfasste er das erste dänische Lehrbuch der Orchestration. Malling galt auch als der wichtigste Organist in Kopenhagen.

### Werke (Auswahl)

#### Werke mit Opuszahl
- Gesänge für Männerchor op. 1, erste Sammlung, 1879 OCLC 898538594
- Fünf Gesänge für Singstimme und Klavier op. 2 OCLC 898538594
- En Brudefærd [Eine Hochzeitsreise], Liederzyklus op. 3 I Korsaren II Vindstille III Paa Jagt IV Kampen V Udgangen VI Hjemfarten OCLC 898538594
- Humoreske fis-mol op. 4 für Klavier OCLC 772548615 OCLC 898538594
- Kvindens Skabelse [Die Erschaffung der Frau] für Tenor- oder Sopransolo und Orchester op. 5, Text: Hans Vilhelm Kaalund OCLC 898538594
- Vuggerne [Wiegen] für Singstimme und Klavier op. 6 Text: Christian Richardt, OCLC 898538594
- Zwölf Romanzen und Gesänge op. 7 OCLC 898538594
- Bækken og Troubadouren [Der Bach und der Troubadour] für Frauenstimmen und Orchester op. 8, Text: Johan Sebastian Welhaven OCLC 873386282
- Det bundne Liv [Das gebundene Leben] für Sopransolo, Frauenchor und Orchester op.9a OCLC 873386282
- Huldrens Løfte [Huldrens Versprechen] für Sopransolo, gemischten Chor und Orchester op. 9b OCLC 873386282
- Billedtexter für Singstimme und Klavier op. 10 Text: Christian Richardt, OCLC 873386282
- Skærsommersange [Mittsommerlieder] op. 11 fünf Gesänge mit Klavier OCLC 898538524
- Reveille für vier Solostimmen und Streichorchester op. 13 OCLC 898538524
- Lyriske Digte [Lyrische Gedichte] op. 15 Text:  Ernst von der Recke, sechs Gesänge mit Klavier OCLC 898538524
- Sechs Fantasiebilder für Klavier op. 16 OCLC 471884070
- Symfoni d-mol, op. 17, 1884  (Digitalisat bei Google Books)[3]
- Gesänge für Männerstimmen op. 18, zweite Sammlung OCLC 898538524
- Det dæmrer! [Es dämmert] für Singstimme und Orchester op. 19a OCLC 898538524
- Ved Allehelgenstid [An Allerheiligen] für Singstimme und Orchester op. 19b OCLC 898538524
- Konzertfantasie für Violine und Orchester op. 20, 1884 OCLC 898538524 (Digitalisat der Partitur und des Klavierauszugs mit Violinstimme beim IMSLP, Digitalisat bei Det Kongelike Bibliotek Kopenhagen)
- Zwei Rhapsodien für Klavier op. 21 OCLC 898538524
- Foraar [Frühling], fünf Fedichte für Singstimme und Klavier op. 22, Text: Christian Richardt OCLC 873386801
- Snefald [Schneefall] für Solo, Chor und Orchester op. 23, Text: A. Munch OCLC 870948706
- Julestjernen [Weihnachtstern], I Bethlehem blev hørt en Røst [In Betlehem wurde eine Stimme gehört] III Jeg er saa fro. [Ich bin so froh] Veemodsdrömme [Wehmutsräume] op- 24 OCLC 473197343
- Prolog til Den gyldne Legende [Prolog zu Die güldene Legende] op. 25, für Soli, Chor und Orchester, 1885 OCLC 873386401 (Digitalisat des Klavierauszugs mit unterlegtem Text beim IMSLP)
- Spanische Lieder, ins Deutsche übersetzt von Emanuel Geibel, Paul Heyse, Johann Gottfried Herder und Julius Hart, für eine Singstimme mit Klavier op. 26 OCLC 1152556544
- Lieder von Robert Burns für Singstimme und Klavier op. 27, deutsche Übersetzung von Otto Baisch I Schlag ein! Ihr grünen Ufer II Graf Gregor III So rede IV Ein barfuss Mädchen V Weit, so weit VI Zufrieden mit wenig OCLC 1253817942
- Lieder in schottischem Volkston von Robert Burns für Singstimme und Klavier op. 28, deutsche Übersetzung von Otto Baisch, I Lord Kenmure II Gretchen Alison III Hochland Heinrich IV Dorchen Dunbar V Hochlandmarie VI Duncan Gray OCLC 873386733
- Dix impromptus instructifs op. 30 für Klavier OCLC 873386450
- Geistliche Lieder op. 31, erste Sammlung, Text: Christian Richardt OCLC 873346821 I Røveren paa korset  [Der Räuber am Kreuz] II Spejling [Spiegelung] III Christus-Troen [Glaube an Christus] IV Den trange Vej [Der schmale Weg] V  Bøn og Arbejd! [Gebet und Arbeit] VI Effata
- Engelsk Lyrik [Englische Lyrik] op. 35, zehn Gedichte aus dem Englischen für Singstimme und Klavier OCLC 873386872
- Klaviertrio a-moll, op. 36, 1889 OCLC 873387554
- Religiöse Gedichte für Singstimme mit Klavier oder Orgel op. 39, zweite Sammlung OCLC 489071793 I Pintsehymne: Vaarens unge Morgenpsalme [Pfingsthymne: Junger Morgenpsalm des Frühlings] Text: A. Munch II Stille: Du Slægt, der som en Storm [Stille: Du Familie, da wie ein Sturm] Text: Christian Knut Frederik Molbech III Stjernen: O Stjerne, klare Stjerne [Der Stern: O Stern, klarer Stern] Text: Vilhelm Gregorsen IV Lovsang: O Herre! jeg vil gaa [Lobpreis: O Herr! Ich will gehen] Text: Carsten Hauch V Korsets Vej: Et Kors det var det haarde trange Lej [Der Kreuzweg: Ein Kreuz war es das harte, schmale Bett] Text: Christian Richardt VI Fortrøstning: Frisk op min Sjæl [Beruhigung: Erfrische meine Seele] Text: A. Munch
- Quintett für Klavier, zwei Violinen, Viola und Violoncello op. 40 OCLC 21838940 (Digitalisat bei Det Kongelike Bibliotek Kopenhagen)
- Kantate für Soli, Männerchor und Orchester zur Jubiläumsfeier des Studentengesangvereins im November 1889 op. 41 OCLC 873388374
- Musique de ballet, Suite für Orchester op. 42 I Danse grotesque II Danse gracieuse III Menuet IV Mazurka V Danse fantastique VI Marche solennelle, Fassung für Klavier zu vier Händen OCLC 873386383 (Digitalisate der Bearbeitungen für Klavier zu vier Händen und der Mazurka für Klaviertrio bearbeitet beim IMSLP)
- Klavierkonzert c-moll, op. 43, 1890 OCLC 79899287 (Digitalisat bei Det Kongelike Bibliotek Kopenhagen)
- Gesänge für Männerstimmen op. 44, dritte Sammlung, Texte von Holger Drachmann und Ernst von der Recke OCLC 1153743330
- Slawische Volksdichtung op. 45, für Bariton, Violine und Klavier, Text: Thor Lange OCLC 870948582
- Det hellige Land op. 46, für Soli, Chor und Orchester, Text: Christian Richardt, 1891 OCLC 475210394
- Christi Fødsel [Die Geburt Christi] op. 48, Stimmungsbilder für die Orgel, 1892  OCLC 475886256 Digitalisat beim IMSLP I Die Hirten auf dem Felde OCLC 873387701 II Die drei Weisen aus dem Morgenlande III Betlehem
- Julestemninger [Weihnachtstimmungen], sechs kleine Lieder für Singstimme mit Klavier, op. 49, Text:  Anna Erslev (1862–1919) OCLC 486831934 I Klokkerne kalde [Die Glocken rufen]: Ding, dang II Julemorgen: Helligdagsmorgen og Helligdagsstille. [Weihnachtsmorgen: Feiertagsmorgen und Feiertagsruhe.] III Juleneget: Der rejses et Neg [Der Heiligabend: Der Abend beginnt] IV. Juleaften i Kirken: Dæmpet, ganske stille [Heiligabend in der Kirche: Gedämpft, ganz ruhig] V. Julesalme: Vi komme til Dig [Weihnachtslied: Wir kommen zu dir] VI Barnets Aftenbøn: O kjære Vorherre [Kinderabendgebet: O lieber Herr]
- Oktett für vier Violinen, zwei Violen und zwei Violoncelli op. 50 OCLC 873386183 (Digitalisat bei Det Kongelike Bibliotek Kopenhagen)
- Orientalische Suite für Orchester op. 51 OCLC 475060206 (Digitalisat der Bearbeitung für Klavier zu vier Händen beim IMSLP) I Volksleben in der Stadt II Die Karawane III Lied des Wüstenmädchens IV Derwische in der Moschee V Im Serail
- Religiöse Gedichte für Singstimme mit Klavier oder Orgel op. 53, dritte Sammlung OCLC 489071795 I Indhyl dig, Jord, i Sørgeklæder [Hülle dich, Erde, in Trauerkleider] Text: Bernhard Severin Ingemann II Du, som Vejen er og Livet [ Du bist der Weg und das Leben] Text: Christian Richardt III Kast Mørkets Taagedragt, min Aand [Wirf den Mantel der Finsternis weg, mein Geist] Text: Bernhard Severin Ingemann IV  Verden, o Verden, hvi frister du mig [Die Welt, oh die Welt, wie verführst du mich] Text: Nikolai Frederik Severin Grundtvig V Naar mit Øje, træt af Møje [In der Nähe meines Auges, müde von der Arbeit] Text: Hans Adolph Brorson bei Nikolai Frederik Severin Grundtvig VI Bethanien: Paa Oliebjergets jævne Skrænt [Bethanien: Am sanften Abhang des Ölbergs]  Text: Christian Richardt VII Nazareth: Mellem disse grønne Høje [Nazareth: Zwischen diesen grünen Hügeln] Text: Christian Richardt
- Christi Død og Opstandelse (Der Tod und die Auferstehung Christi) op. 54, für Orgel, 1895 OCLC 873387517 (Digitalisat beim IMSLP) I Gethsemane II Golgatha III Ostermorgen
- Faust-Suite, Fantasiebilder für Violine und Klavier op. 55 (Digitalisat bei Det Kongelike Bibliotek Kopenhagen, Digitalisat beim IMSLP) I Faust II Mephistopheles III Siebel IV Margarethe
- Sonate für Violine und Klavier op. 57 OCLC OCLC 873386645 (Digitalisat der Sibley Music Library der Eastman School of Music der University of Rochester) (Digitalisat bei Det Kongelike Bibliotek Kopenhagen)
- Es war einmal ein König, Volksweise für Solo, Chor und Orchester op. 58 Text: Holger Drachmann OCLC 1100423460
- Stormen paa København 1659 (Sturm über Kopenhagen) op. 60, für Baritonsolo und Orchester, Text: Charles Gandrup, 1895 OCLC 873385825
- Tonerne [Die Töne] für Frauenchor, Streichorchester und Klavier op. 61, Text: Christian Richardt OCLC 874587928
- Af Christi Liv [Aus dem Leben Christi] op. 63, zwölf Stimmungsbilder für die Orgel, 1897 OCLC 873386538 (Digitalisat beim IMSLP) I Die Flucht nach Ägypten II  Die Versuchung III Effata IV Jairis Tochter V Christus gebietet dem Sturm Stille VI Christi Einzug in Jerusalem
- Kantate zu Jahresfeier des Odd-Fellow-Ordens für Solo, Männerchor und Orchester op. 64, Text: Ernst von der Recke OCLC 873380828 OCLC 486878808
- Den hellige Skrift [Die heilige Schrift] für drei Solostimmen und Orgel, Text: Christian Richardt OCLC 486844999
- Kirkeaarets Festdage [Festtage des Kirchenjahres] op. 66, zwölf Orgelnachspiele zur Verwendung am Ende des Gottesdienstes oder bei Kirchenkonzerten (Digitalisat beim IMSLP) I Juleaften [Weihnachtsabend] II. Første Juledag [Erster Weihnachtstag] III.Anden Juledag [Zweiter Weihnachtstag] IV Nytaarsdag [Neujahrstag] V Skærtorsdag [Gründonnerstag] VI Langfredag [Karfreitag] -VII  Første Paaskedag [Erster Ostertag] VIII  Anden Paaskedag [Zweiter Ostertag] IX Store Bededag [Großer Gebetstag] X Christi Himmelfartsdag XI Første Pintsedag [Erster Pfingsttag] XII Anden Pintsedag [Zweiter Pfingsttag] 
  - Ausgabe Mallings für Harmonium OCLC 873386378
- Religiöse Gedichte op. 67, vierte Sammlung, Text: N. Nørregaard OCLC 873386453
- Bilder aus den vier Jahreszeiten, Suite für Violine und Klavier nach dichterischen Motiven von Karl Ewald op. 68 OCLC 654356721 (Digitalisat bei Det Kongelike Bibliotek Kopenhagen, Digitalisat beim IMSLP)
- Lieder des Mirza Schaffy op. 69 für vier Solostimmen und Klavier, I Nicht mit Engeln im blauen Himmelszelt II Helle Sonne leuchtet III Wenn der Frühling auf die Berge steigt IV Wie die Nachtingallen an den Rosen nippen V Jenem Tage zum Gedächtnis VI Gelb rollt mir zu Füssen der brausende Kur OCLC 772549022
- Jungfrau Maria. Die heilige Jungfrau op 70, Stimmungsbilder für Orgel OCLC 873386388 (Digitalisat beim IMSLP) I Die Verkündigung II Maria besucht Elisabeth und preist Gott III Die heilige Nacht
- Religiöse Gedichte op. 71, fünfte Sammlung, Text: N. Nørregaard OCLC 873386665
- Ein Requiem für die Orgel op. 75, Stimmungsbilder über Worte der heiligen Schrift, 1902 OCLC 873387533 (Digitalisat beim IMSLP) I Gib ihnen Ruhe II Das jüngste Gericht III Darum wachet
- Viser til lille Pip op. 76, Liederzyklus für Singstimme und Klavier, Text: Gyldenregn von Jenny Blicher-Clausen OCLC 873386293
- Paulus op. 78, Stimmungsbilder für Orgel, 1903 OCLC 612806988 (Digitalisat beim IMSLP) I Saulus raset wider die Juenger des Herrn II Auf dem Wege nach Damaskus III Saulus wird sehend und bekehrt sich IV Paulus verkuendiget das Evangelium und leidet Verfolgung V Das Volk haelt Paulus fuer einen Gott und opfert ihm VI Die Gabe der Liebe
- Kantate zum fünfundzwanzigjährigen Jubiläums des Odd-Fellow Ordens für Soli, Männerchor und Orchester op. 79, Text: Ernst von der Recke OCLC 873379643
- Quartett für Klavier, Violine, Viola und Violoncello op. 80, 1903 OCLC 778300557 (Digitalisat bei Det Kongelike Bibliotek Kopenhagen)
- Die sieben Worte des Erlösers am Kreuze op. 81, Stimmungsbilder für Orgel OCLC 873387518 (Digitalisat beim IMSLP) I Einleitung: Der Gang nach Golgotha II Die Worte der Liebe III Die Worte des Leidens IV Worte des Sieges V Epilog
- Kantate zur großen Nordischen Schulversammlung am 8. August 1905 für Soli, Chor und Orchester op. 82, Text: Charles Gandrup  OCLC 873388117
- Die heiligen drei Könige, Weihnachts-Stimmungsbilder für die Orgel op. 84 OCLC 988118855 (Digitalisat beim IMSLP) I Einleitung: Christnacht II Wo ist der König der Juden ? III Die Hohepriester und Schriftgelehrten IV Nach Betlehem V Die Anbetung VI Herodes VII Heimwärts
- Ved Kong Christian IXdes Død [Zum Tod von König Christian IX], Kantate für Soli, Chor und Orchester zur Trauerfeier des Odd-Fellow Ordens op. 85,  Text: Ernst von der Recke, 1906 OCLC 1152861942
- Kantate bei der Empfangszeremonie für das isländische Parlament am 19. Juli 1906 op. 86, Text: L. C. Nielsen OCLC 475886316 OCLC 474618239
- Religiöse Gedichte für Singstimme und Klavier op. 87, sechste Sammlung, Text: Jakob Paulli OCLC 873387581 I I Takken: Der gaar det Sagn [Danke: Da geht die Legende] II E Bøn: Lær mig at kjende dine Veje [Gebet: Lehre mich deine Wege kennen] III  I Vaabe huset: I fordums Tid [Im Vaabe-Haus: In alten Zeiten] IV Sukkenes Tid: I Vaar naar Isen brister [Zeit des Seufzens: Im Frühling, wenn das Eis bricht] V  Nytaarsaften: I Nat skal For- og Fremtid mødes [Neujahrsabend (Sylvester): Heute Abend begegnen sich Vergangenheit und Zukunft] VI De lyse Nætter [Die hellen Nächte]
- Bei kirchlichen Handlungen op. 88, Stimmungsbilder für die Orgel zum Gebrauch bei Gottesdiensten oder beim Conzertvortrage, 1910 OCLC 49747585  I Bei der Taufe II Bei der Hochzeit III Beim Abendmahl. IV Bei der Beerdigung (Trauermarsch) (Digitalisat beim IMSLP)
- Nachklänge aus Davids Psalmen, Stimmungsbilder für die Orgel op. 89 OCLC 873386181 (Digitalisat beim IMSLP) I Der 23. Psalm II Der 33. Psalm
- Askepot [Aschenbrödel] op. 90, Abenteuerballett in zwei Akten von Emilie Walbom, 1908 OCLC 873386537
- Kantate zum einhundertjährigen Schuljubiläum, Text: Peder R. Møller und N. P. Lindhardt, 1914 op. 92 OCLC 486879388
- Et Suk igennem Verden gaar [Ein Seufzen geht deurch die Welt] für Solo, Chor und Orchester op. 93 OCLC 873387180

#### Werke ohne Opuszahl
- De syv Ord på Korset, für Orgel, 1904
- Elévation für Orgel (Digitalisat beim IMSLP)
- Festmarsch, komponiert anlässlich der Eröffnung der Nordischen Industrie-, Landwirtschafts- und Kunstausstellung, 1888 OCLC 873386674
- Julenat für Klavier (Digitalisat beim IMSLP)
- 5 Sange til Texter af Kaalund, Richardt, Winther, F.J. Hansen (Digitalisat bei Det Kongelike Bibliotek Kopenhagen)
- Kantate Knud den Helliges Død [Knut des Heiligen Tod] für Soli, Männerchor und Orchester, Text: Albert Møller OCLC 1078519266
- Kantate zur Einweihung des neuen Gebäudes der Studentenschaft, 1910 OCLC 873381796
- Priére [Gebet] für Orgel oder Harmonium (Digitalisat beim IMSLP)
- Salmeværk for Hjemmet, 143 Melodier udsatte for Klaver, 1893 OCLC 473237837
- Valse brillante  für Klavier OCLC 772548611